# De straatvogel
De straatvogel is het negende boek uit de reeks Grijpstra en De Gier, geschreven door Janwillem van de Wetering.
Het boek is uitgegeven in 1983 door Bruna. De Amerikaanse versie verscheen in hetzelfde jaar onder de titel The Streetbird en werd in het Frans vertaald onder de titel Un vautour dans la ville (1984).

## Verhaal
Amsterdam, 4 uur 's nachts. Drie rolschaatsende heren in een carrièrepak draaien, compleet met aktetas, een rondje op de Dam...

In de Olofssteeg ligt een dode souteneur, neergeschoten met een machinepistool.
Op de stoep zit een zwarte kat en boven het lijk tussen de daken van Mokum cirkelt een aasgier...
Loekoe Obriaan, de prins der Wallen, is het slachtoffer. Geen doodslag, maar een regelrechte moordaanslag, zes kogels van negen millimeter rechtstreeks in de borst. Mogelijke verdachten zijn Lennie en Guus, ook souteneur. Maar de bewijsvoering wordt lastig en de commissaris denkt dat de oplossing van binnenuit kan worden gevonden. Zelf moet hij eigenlijk naar een kuuroord, maar hij besluit om undercover de buurt te gaan onderzoeken. Hij ontmoet o.a. oom Wisi, een Surinaamse kruidendokter met veel kennis van de winti-religie, en Nellie, de vriendin van Grijpstra.
In opdracht van de commissaris gaan Grijpstra en De Gier samenwerken met brigadier Jurriaans, verbonden aan bureau Warmoesstraat. Deze schakelt op zijn beurt adjudante Aleida en John Varé, kenner van de Surinaamse gemeenschap en vriend van Aleida, in. De jacht op Guus en Lennie is geopend.